# 12 мавп
«12 мавп» (англ. 12 Monkeys), також знаний як «Дванадцять мавп» (англ. Twelve Monkeys) — американський фантастичний кінофільм, антиутопія Террі Гілліама, знята за мотивами короткометражного фільму Кріса Маркера «Злітна смуга».
Злодія Джеймса Коула відправляють з 2035 року в 1996, щоб він допоміг побороти смертельну епідемію. Але Коул потрапляє на 6 років раніше, де його сприймають за божевільного. Поступово він втрачає розуміння чи це він справді божевільний, чи щось негаразд із світом навколо.
Події фільму продовжує телесеріал «12 мавп», який транслювався з 2015 по 2018 рік на каналі SyFy.

## Сюжет
До 2035 року невиліковний вірус знищив п'ять мільярдів людей, тобто більшу частину населення Землі, а решта змушені жити під землею. Злодій на ім'я Джеймс Коул, засуджений на 25 років за зухвалість і непокору владі, був обраний «добровольцем» для відправлення на поверхню за збором зразків біологічного життя в покинутому місті. В разі, якщо він виправдає довіру, йому обіцяно амністію. Його друг Хосе в сусідній клітці оцінює шанси на успіх як дуже малі. Коул проходить обстеження і виходить на поверхню для збору зразків. Він тікає від ведмедя та знаходить емблему «12 мавп». Пізніше йому пропонують небезпечнішу роботу, але натомість, як і говорили, обіцяють амністію. Він повинен вирушити у небезпечну подорож на машині часу у 1996 рік, коли розпочалася страшна епідемія, щоб добути зразок раннього штаму вірусу.
Помилково Коул потрапляє в Балтимор 1990 року, де його приймають за психічно хворого, адже він опиняється голим посеред вулиці, поводить себе неадекватно, дезорієнтований у часі (не знає поточний рік), постійно бурмоче про якісь віруси. Зіштовхуючись з поліцією, він чинить опір. У результаті його затримують, вколюють велику дозу стелазину, а потім поміщають до психіатричної клініки під нагляд молодого лікаря-психіатра Кетрін Рейлі. Там він знайомиться з Джеффрі Гоїнсом, борцем за права тварин і сином відомого вченого-вірусолога, і марно намагається попередити людей про небезпеку. Коул підозрює, що саме Джеффрі планує випустити вірус. Він постає перед консиліумом лікарів, де намагається довести свою історію, зателефонувавши за номером для зв'язку зі своїм начальством. Але в 1990 він не працює. Потім Коул намагається втекти з допомогою ключа, виготовленого Джеффрі, але його ловлять і поміщають у карцер, де він чує голос, який називає його Бобом. Коул зникає з карцера, що спантеличує співробітників лікарні. Він знову опиняється в 2035 році.
Повернувшись, він розповідає про те, що сталося, проте ним незадоволені. Влада дає Коулу ще один шанс, його знову відправляють у 1996 рік, але знову помиляються, і він потрапляє в окопи часів Першої світової війни, де зустрічає іншого посланця, свого приятеля Хосе, з яким сидів у в'язниці, і отримує поранення в ногу. Коул нарешті потрапляє в 1996, знаходить свого лікаря і викрадає її після лекції, на якій вона розповідає про Синдром Кассандри. Кетрін привозить Коула до крамниці, де перебувають члени групи Джеффрі «Армія 12 мавп». У пошуках доказів їхньої вини вони зіштовхуються із грабіжниками в старому театрі, але Коул вбиває їх. В готелі Коул говорить Кетрін, що бачив її ще до знайомства, але не знав, що це вона. Кетрін допомагає йому дістатися до маєтку батька Джеффрі і витягує там отриману Коулом раритетну кулю початку XX століття. Він зустрічається з Джеффрі, після чого зникає перед самою появою поліції.
У 2035 Коул розповідає все, що дізнався та вмовляє вчених відправити його назад. Кетрін шукає «Армію 12 мавп» і Коула, і згодом вони раптово зустрічаються на вулиці поруч з місцем, де Кетрін і Коул вже були. Кетрін забирає Коула, який повірив, що збожеволів, і відводить його від поліції. Доро́гою до готелю Кетрін і Коул бачать бродячого проповідника, який впізнає Коула як одного з мандрівників у часі. До готелю прибуває місцевий сутенер, вважаючи Кетрін повією, а Коула — її клієнтом. Коул б'є сутенера і видаляє собі зуби з передавачем, як радив йому голос, адже хоче залишитися в цьому часі разом з Кетрін. Вони забирають гроші сутенера, купують нові речі і накладають грим прямо в кінотеатрі. В аеропорті Коул здійснює телефонний дзвінок начальству, повідомляючи про непричетність «мавп» до подій. Коул знову зустрічає Хосе, який передає йому пістолет.
Виявляється, що вірус випускає не божевільний син вірусолога Гоїнса, а його не менш божевільний асистент доктор Пітерс, присутній на лекціях Кетрін. Коул розуміє це занадто пізно. Зловмисник вирушає у «відрядження» зі зразками вірусу, щоб розповсюдити його по планеті, відкривши перший контейнер прямо в аеропорті. Там його майже наздоганяють Коул і Кетрін, однак величезна черга заважає їм до нього пробитися. Коул, який вирвався із черги, кидається слідом за зловмисником, на ходу дістаючи пістолет, але підоспілі поліцейські відкривають по ньому вогонь. Зловмисник тікає, в той час Коул гине на очах у маленького хлопчика, який з батьками чекає на літак в аеропорту. Цей хлопчик — сам Коул, і ця сцена переслідуватиме його в снах усе життя. Кетрін знаходить хлопчика очима і посміхається крізь сльози. Епідемія стає незворотною, але поруч зі зловмисником в салоні літака сідає жінка — одна із вчених майбутнього, яка відправила Коула. Вона представляється: «Моє прізвище Джонс. Працюю в страховому бізнесі (гра слів, можна перекласти як «для підстраховки»).
Фільм закінчується тим, що маленький Коул та його батьки сідають у машину. Він дивиться кудись у далечінь, і його очі показано великим планом — точно так само, як і в першому кадрі фільму.

## У ролях
- Брюс Вілліс — Джеймс Коул
  - Джозеф Меліто — юний Коул
- Медлін Стоу — Кетрін Рейлі
- Бред Пітт — Джефрі Гоїнс
- Крістофер Пламмер — доктор Гоїнс
- Девід Морс — доктор Пітерс
- Крістофер Мелоні — лейтенант Галперін
- Джон Сіда — Хосе
- Френк Горшін — доктор Флетчер
- Ліза Ґей Гемілтон — Тедді
- Білл Реймонд — мікробіолог
- Саймон Джонс — зоолог

## Знімання
Знімання проходило з 8 лютого по 6 травня 1995 року в Філадельфії і Балтиморі. Під час знімання не раз виникали труднощі через погодні умови взимку і складні механізми, використані для створення атмосфери майбутнього. У зв'язку з тим, що фільм має нелінійний сюжет, не раз допускалися помилки і деякі сцени довелося перезнімати. Режисер Террі Гілліам отримав травму, катаючись на коні. Попри труднощі, що виникли під час знімання, режисерові вдалося не вийти за рамки бюджету, знімання тривало лише на один тиждень більше. Художник-постановник Джеффрі Бікрофт зізнався в тому, що знімати цей фільм було важко і справа була не в нестачі грошей або часу, а в режисері Гілліамі, який щосили намагався не вийти за рамки бюджету, оскільки раніше отримував за це на горіхи.
Так як творці фільму не мали можливості знімати в павільйонах, вони знайшли занедбані будівлі, пам'ятки архітектури, в яких знімання було дозволено. Фінальна сцена знімалася в Балтиморському аеропорту і Пенсильванському торговому центрі. Знімання у психіатричній лікарні проходило у виправній установі штату Пенсільванія в місті Філадельфія.

## Тематика
Провідна тема фільму — це непомітність межі між здоровим глуздом і божевіллям. Суспільство 1990-х і світ майбутнього насправді однакові за своїм влаштуванням і фільм показує, що справа зовсім не у епідемії, а в ставленні тих, хто мають владу, до правди. Лікарі та вчені не бажають сприймати іншу інформацію, крім тієї, що вже є в їхньому розумі. Поступово героя переконують, що він усе вигадав, хоча Рейлі знаходить докази, які доводять, що Коул справді походить із іншого часу. Похмуре майбутнє таким чином настає, бо люди постійно не розуміють одне одного. Сцени Коула в психіатричній лікарні 1990-х років і у в'язниці 2035 року майже не відрізняються, демонструючи як за десятиліття в людських стосунках нічого суттєво не змінилося.
Інша тема — це вибір між долею і призначенням. Коул не може зупинити вірус у минулому, але сподівається зробити майбутнє кращим, знайшовши джерело хвороби. Персонажі борються за те, щоб відшукати причину продовжувати жити в обставинах, які змінити не в змозі.

## Критика
Фільм отримав схвальні відгуки від критиків. На агрегаторі рецензій Rotten Tomatoes фільм має 88 % (на основі 74 відгуків) і середню оцінку 7/10. На Metacritic стрічка має середній бал 75 зі 100 (на основі 20 рецензій).
Жанет Маслін у огляді для «The New York Times» написала про «12 мавп» як жорстокий і тривожний фільм, сюжет якого «уміло чинить опір будь-якому знайомому курсу». Коул страждає від знання правди й неможливості нею скористатися. Гілліам змальовує ситуації з навмисно різкими переходами, щоб підкреслити жах становища Коула, дивлячись на яке, глядачі самі задуються питанням: чи не краще йому бути божевільним?
Рита Кемплі в «The Washington Post» відгукнулася, що сценарій навмисно неоднозначно описує душевний стан героя. Принаймні частина подій, які переживає Коул, уявна, і спроби змінити майбутнє в кращому разі повторюють його настання. «12 мавп» такий же фаталістичний фільм, як «Термінатор», але відображає сучасність із її страхами та нездужаннями суспільства.